# Miguel de Icaza

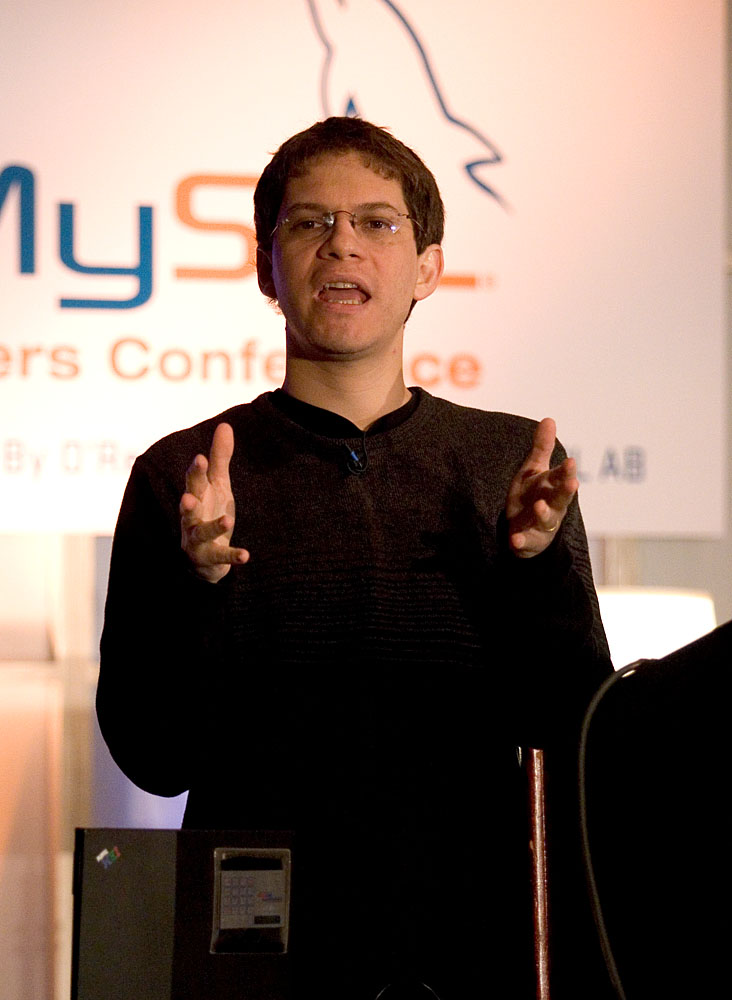
Miguel de Icaza in 2005

Miguel de Icaza (Mexico-Stad, 1972) is een Mexicaanse programmeur en ontwikkelaar van vrije software. Hij is vooral bekend van het starten van de desktopomgeving GNOME en het ontwikkelplatform Mono.

## Biografie
Hij is afkomstig uit een familie van wetenschappers; zijn vader was een fysicus en zijn moeder een biologe. De Icaza studeerde aan de Nationale Autonome Universiteit van Mexico (UNAM) maar haalde hier nooit een diploma. Miguel de Icaza startte met het schrijven van vrije software in 1992.
Hij trouwde in 2003 met de Braziliaanse Maria Laura.

## GNOME
De Icaza startte het GNOME-project samen met Frederico Mena in augustus van datzelfde jaar met als doel een compleet vrije desktopomgeving voor Linux en Unix te maken. Eerder had hij aan de bestandsbeheerder Midnight Commander en aan de Linuxkernel gewerkt, ook startte hij later de ontwikkeling van het spreadsheetprogramma Gnumeric.
In 1999 werd door de Icaza en Nat Friedman het bedrijf Helix Code opgericht, dat verschillende GNOME-ontwikkelaars tewerkstelde. In 2001 kondigde het tot Ximian omgedoopte bedrijf het Mono Project aan, geleid door de Icaza, dat Microsofts nieuw .NET ontwikkelplatform zou implementeren op Linux en Unix. In augustus 2003 werd Ximian overgenomen door Novell, waar de Icaza de titel Vice President of Developer Platform uitoefent.
In 1999 kreeg hij van de Free Software Foundation de Award for the Advancement of Free Software, de MIT Technology Review Innovator of the Year Award 1999 en Time Magazine noemde hem in 2000 een van de 100 innovators van de nieuwe eeuw.